# راينهارد شولتسه
راينهارد شولز ( بالالمانية : Reinhard Schulze) ولد يوم 29 يناير 1953 في برلين, هو باحث إسلامي ألماني وسويسري.

## مؤلفات
- تمرد الفلاحين المصري عام 1919. حول الصراع بين المجتمع الزراعي الشرقي والدولة الاستعمارية في مصر 1820-1919. بعلبك ، برلين 1981 (أطروحة ، جامعة بون ، 1981).
- الأممية الإسلامية في القرن العشرين مئة عام. دراسات عن تاريخ رابطة العالم الإسلامي . بريل ، ليدن 1990 ، ISBN 90-04-08286-7 (أطروحة التأهيل ، جامعة بون ، 1987).
- القرن الثامن عشر الإسلامي. محاولة نقد تاريخي. في: عالم الإسلام . المجلد 30 (1990) ، الصفحات 140-159.
- ما هو التنوير الإسلامي؟ في: عالم الإسلام. المجلد 36 (1996) ، ص 276-325.
- تاريخ العالم الإسلامي في القرن العشرين مئة عام. بيك ، ميونخ 1994 ؛ الإصدارات الموسعة 2002 و 2016:
  - تاريخ العالم الإسلامي من عام 1900 حتى الوقت الحاضر . بيك ، ميونيخ 2016 ، ISBN 978-3-406-68855-3 .
- التعددية الدينية والإسلام الأوروبي ، في: روبرتسون فون تروثا ، كارولين ي. (محرر. ): أوروبا في العالم - العالم في أوروبا (= دراسات ثقافية متعددة التخصصات / دراسات متعددة التخصصات حول الثقافة والمجتمع ، المجلد 1) ، بادن بادن 2006 ، ISBN 978-3-8329-1934-4